# Josef Jireček
Josef Jireček (9. října 1825 Vysoké Mýto – 25. listopadu 1888 Praha) byl český etnograf, literární historik, vydavatel staročeské literatury a politik. V roce 1871 byl ministrem kultu a vyučování Předlitavska, zavedl rovnoprávnost národních jazyků v rakouských zemích.

## Život
Byl nejstarším synem kováře Josefa Jirečka (1799–1874) a jeho manželky Veroniky (1801–1857), rozené Tůmové. Studoval gymnázium v Litomyšli, od roku 1844 historii a jazyky a od roku 1849 práva na Karlo-Ferdinandově univerzitě v Praze. Během studia se intenzivně zabýval cizími jazyky a živil se jako soukromý učitel. Roku 1848 se účastnil Slovanského sjezdu v Praze a roku 1850 vydal „Národopisný přehled království Českého“. Šlo o první moderní geografické pojednání o Čechách s českojazyčným názvoslovím. Po smrti svého tchána Pavla Josefa Šafaříka vydával jeho slavistické spisy. Od roku 1848 redigoval Pražské noviny a Časopis českého muzea a byl tajemníkem Matice české. Společně s K. J. Erbenem, J. Neubauerem a V. Grünwaldem přeložil do češtiny Občanský zákoník.
Po porážce revoluce a nástupu Bachova neoabsolutismu patřil podobně jako Václav Vladivoj Tomek ke skupině konzervativně orientovaných Čechů, kteří byli loajální k novým poměrům a kombinovali zájem o rozvoj českého kulturního života s věrností monarchii a odmítáním pokrokářských a demokratických směrů. V roce 1852 napsal Tomek na Jirečkův podnět posudek na profesora filozofie Ignáce Jana Hanuše, který byl pak propuštěn ze státních služeb. Roku 1850 odešel do Vídně, kde pracoval jako státní úředník (právník na Ministerstvu kultu a vyučování). Postupně se dostal i na vysoké úřednické posty. Roku 1859 byl jmenován ministerským tajemníkem, roku 1867 sekčním radou a v letech 1869–1870 byl ministerským radou. V této funkci se významně podílel na rozvoji českojazyčného školství. Od roku 1851 byl členem komise, která vypracovala české vědecké názvosloví pro střední školy a z pověření ministra Leopolda Lva Thun-Hohensteina vydal českou čítanku. Od roku 1859 vedl na ministerstvu oddělení pro střední školy v Čechách a dalších neněmeckých zemích Rakouska. Roku 1862 se zastal pravosti Rukopisu královédvorského.
Po obnovení ústavního života se angažoval i v aktivní politice. Nebyl ovšem stoupencem českého státoprávního programu. Historik Otto Urban ho popisuje jako přesvědčeného Rakušana, bez nacionálních předsudků. Náležel do okruhu konzervativců okolo staročeské strany. 5. února 1870 se stal ministrem kultu a vyučování Předlitavska ve vládě Karla von Hohenwarta. Ve vládě setrval do 26. října 1871. I v ministerské funkci se zasadil o rozvoj neněmeckého školství. Zavedl polštinu na Lvovskou univerzitu, založil akademii věd v Krakově. Pokročil v zavádění rovnoprávnosti obou zemských jazyků v Čechách (rozdělení zkušební komise pro učitele na českou a německou sekci) a nechal založit několik českojazyčných vzdělávacích ústavů na Moravě. Za své federalisticky orientované kroky čelil, stejně jako celá vláda Karla von Hohenwarta, kritice od německo-rakouských, centralistických sil. Hohenwartův kabinet vydržel jen několik měsíců. Následně se krátce vrátil do rodného Vysokého Mýta a od roku 1872 se přestěhoval do Prahy, kde se věnoval literární činnosti.
Od roku 1872 byl členem Královské české společnosti nauk a v letech 1875–1888 i jejím předsedou. V období let 1876–1884 zasedal v obecním zastupitelstvu Prahy (v letech 1877–1880 rovněž členem městské rady), kde se orientoval na školské otázky. Roku 1886 opětovně vstoupil do sporu o Rukopisy a společně s Tomkem a dalšími vědeckými kapacitami se vyslovili ve prospěch pravosti rukopisů.
Zasedal v Českém zemském sněmu, jehož poslancem byl v období let 1878–1888. Ve volbách do Říšské rady roku 1879 získal i mandát v Říšské radě (celostátní zákonodárný sbor), kde reprezentoval městskou kurii, obvod Příbram, Březové Hory atd. Do vídeňského parlamentu byl opětovně zvolen za týž obvod ve volbách do Říšské rady roku 1885. Slib složil 28. září 1885, rezignaci na poslanecké křeslo oznámil na schůzi 11. října 1887.
Po volbách v roce 1879 se na Říšské radě připojil k Českému klubu (jednotné parlamentní zastoupení, do kterého se sdružili staročeši, mladočeši, česká konzervativní šlechta a moravští národní poslanci). Jako člen parlamentního Českého klubu se uvádí i po volbách v roce 1885.
Byl členem mnoha spolků a výborů, členem polské, jihoslovanské a uherské akademie, archeologických spolků v Moskvě a v Záhřebu a Královské historické společnosti v Londýně. Roku 1884 byl vyznamenán řádem Železné koruny. Svou všestrannou a intenzivní činností si vysloužil nepřátelství mnoha kolegů a roku 1887 se ve Vídni nervově zhroutil. Je pochován na Vyšehradském hřbitově.

### Rodina
Manželka Božena (1831–1895) byla dcerou Pavla Josefa Šafaříka. (O Boženě Jirečkové uvádí dobový nekrolog, že byla vlastenkou a v revolučním roce 1848 šila pro revolucionáře prapory a kokardy.) Manželé Jirečkovi měli tři dcery – Ludmilu (1857–1879), Helenu (1859–1872), Svatavu (1863–1918) a syna Konstantina (1854–1918). Jeho bratr Hermenegild Jireček se stal známým historikem, syn Konstantin Jireček byl odborníkem na Balkán, dcera Svatava byla malířkou a fotografkou; zemřela v Vídni.

## Dílo (výběr)
- Národopisný přehled království Českého (Praha 1850)
- Německo-český slovník vědeckého názvosloví pro gymnasia a reálné školy (Praha 1853)
- Postup obecného školstva českého od r. 1850 (1866)
- Paзвитак jугoслaвенскога нapодноrа шкoлствa са оссбитим обзиром на Дaлмациjy (Srbskodalmatskij Magazin 1867)
- Die Echtheit der Königinhofer Handschrift kritisch nachgewiesen. (Pravost Rukopisu Královédvorského potvrzena. Praha, 1862
- Ueber den Vorschlag das Ruthenische mit lateinischen Schriftzeichen zu schreiben. (O návrhu, aby se rusínština psala latinským písmem. Wien 1859).
- Kozennův Malý zeměpisný atlas k potřebám školním i obecným. Erben připravil českou verzi atlasu.[18]
- Die serbischen Privilegien, Verhandlungscongresse u. Synoden (Srbská privilegia, kongresy a synody, 1864.)
- B. Kozennův Zeměpisný atlas pro školy střední. 2. – 10. vydání české verze školního atlasu, 1875 – 1885[18]

### Edice
- Peter Hubáček Kolinský: O věcech rybářských, ptáčnických a štěpařských (Wien,1857)
- Jan Blahoslav: Grammatika česká (Wien 1857)
- Vilém Slavata: Děje království Uherského v r. 1526–46 (Wien 1857)
- Erinnerungen des Wilhelm Slavata 1608 bis 1619 (Paměti Viléma Slavaty z let 1608–1619. Praha 1866–68)
- Deník Heřmana Černína o druhé poselské cestě do Konstantinopole r. 1644–45 (1858)
- Paměti turecké Michala Konstantinoviće z Ostrovice (1860)
- Saličetovo Ranné lékařství (Praha 1867)
- Práva městská M. Pavla Krystyana z Koldína (1876)
- Rýmovaná kronika česká tak řečeného Dalimila (1877; 1882)
- Podkoní a žák (Praha, 1878)
- Staročeské divadelní hry (1878)
- Brikcí z Licka a Zřízení zemská království Českého (1880 a 1882)

### Jazykověda
- Podřečí východních Čech (1863)
- O složených číslovkách staročeských (1864)
- Rozličná povaha hlásky ł a l v češtině (1867)
- Nákres mluvnice staročeské (Praha 1870)
- O zvláštnostech češtiny v starých rukopisech moravských (1887)

### Historie
- Tomáš Bavorovský a jeho věk (1864)
- Zprávy o některých mravech českých XVI. věku (1864)
- Bartoloměj Paprocký z Hlohol (1866)
- O slovanském bohu Velesu (1875)
- Leben des obersten Hofkanzler W. Grafen Slavata (1876)
- Celnictví české za XVI. věku (1867)
- Jakub Palaeolog (1875)
- Statky pánův z Rožmberka (1875)
- Mikulášenci (1876)
- O hudebních nástrojích staročeských (1876)
- Štíty starých rodin českých a moravských dle kroniky Dalimilovy (1877)
- Zpomínky na kroje staročeské (1877)
- Některé příhody pana Henryka z Waldšteina (1878)
- Zprávy Arabův o středověku slovanském (1878, 1880)
- Chronograf Vrchobreznický (1879)
- Železné krávy (1879)
- Zpráva o židovském pobití v Praze r. 1389 (1880)
- Jakub Bas-ševi z Treuenburka (1883)
- Dějepisné zprávy ve spisech náboženského obsahu z XVI. a XVII. věku
- Zur Geschichte der Juden in Böhmen
- Duchovní styky Čechův a Maďarův za XIV.–XV. věku a uherští Husité (1885)